# Ferrocarriles del Estado (Argentina)
La Administración General de Ferrocarriles del Estado fue un organismo estatal de Argentina creado como ente autárquico por ley n.º 6757 de 11 de octubre de 1909, durante la presidencia de José Figueroa Alcorta (1906-1910). Su función era la de administrar los ferrocarriles de propiedad estatal, convirtiéndose en la primera empresa pública nacional argentina no financiera. La nacionalización de toda la red ferroviaria argentina (1947-1948) durante el gobierno de Juan Domingo Perón determinó la liquidación de este organismo, que años después sería reemplazado por una nueva empresa nacional denominada Ferrocarriles Argentinos.

## Antecedentes (1857-1909)

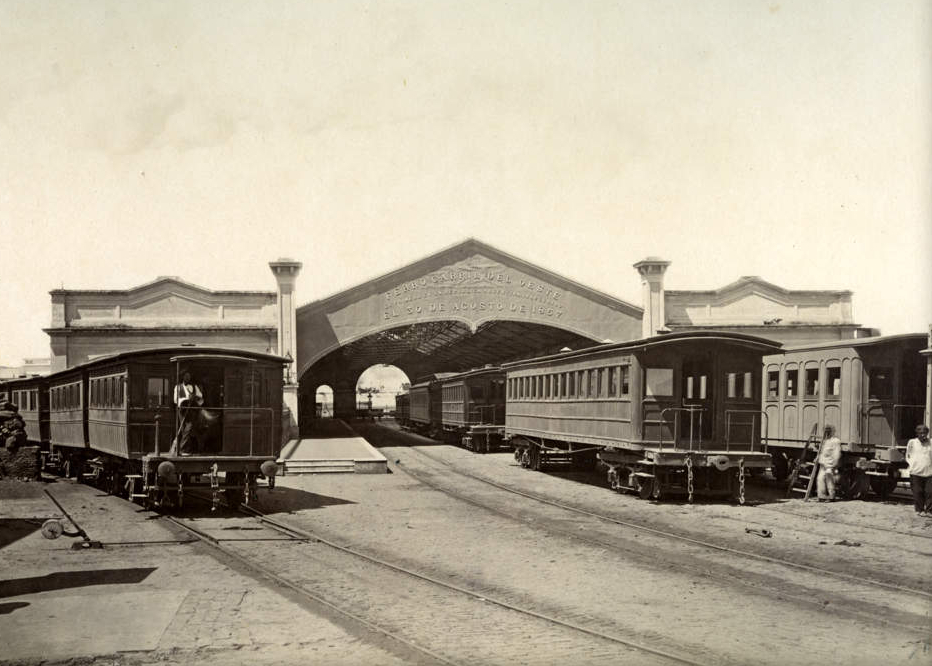
Estación del Parque, ubicada donde actualmente se erige el Teatro Colón.

En 1854 el gobierno de la provincia de Buenos Aires integró una sociedad mixta junto con empresarios locales para la construcción del primer ferrocarril argentino (Ferrocarril Oeste), aportando a tal fin dos millones de pesos, lo cual constituía una tercera parte del capital total de la empresa. Dicho ferrocarril, construido en trocha ancha (1,676 m), se inauguró en 1857 con una extensión original de 10 kilómetros (Estación del Parque-La Floresta), siendo gestionado de forma privada hasta 1862, cuando los problemas financieros hicieron que la empresa terminara pasando totalmente a manos del gobierno de la provincia de Buenos Aires que comenzó a administralo a partir del 1 de enero de 1863 bajo el nombre de "Ferrocarril de la Provincia". En 1867, durante la presidencia del general Bartolomé Mitre, el Estado Nacional ordenó el estudio de un ferrocarril que uniese Villa María con la ciudad de Río Cuarto, también construido en trocha ancha, el cual sería inaugurado en 1873 y más tarde sería extendido hacia las provincias de Mendoza y San Juan, por lo que recibió el nombre de Ferrocarril Andino. En 1876, bajo el gobierno de Nicolás Avellaneda, se empredería la construcción de otro ferrocarril, esta vez construido en trocha angosta (1,000 m), el cual sería llamado Central Norte y que estaría destinado a unir las ciudades de Córdoba y Tucumán, para luego ser extendido a las provincias de Salta y Jujuy. Sin embargo, ninguno de estos [cita requerida]ferrocarriles llegaba hasta los importantes puertos del litoral, sino que ambos funcionaban como ramales abastecedores del Ferrocarril Central Argentino, empresa británica cuya línea construida en trocha ancha unía las ciudades de Rosario y Córdoba.
Durante la primera presidencia de Julio A. Roca (1880-1886) la red estatal de ferrocarriles se extendió hasta alcanzar los 1900 kilómetros en 1886, lo que sumado a los ferrocarriles provinciales de Buenos Aires y Santa Fe, equivalía a la mitad de los ferrocarriles existentes. Sin embargo, el presidente Miguel Juárez Celman (1886-1890) dispuso la venta o arriendo de las principales líneas que eran manejadas por el Estado, reduciéndose la red pública a unos 300 kilómetros de extensión para 1890. Esta misma política fue emulada por los gobiernos provinciales, destacándose la venta del ferrocarril de la provincia de Buenos Aires a una empresa privada extranjera (Compañía del Ferrocarril del Oeste).
Tras la crisis de 1890 que terminó con la renuncia del presidente Miguel Juárez Celman, las siguientes administraciones iniciaron la construcción de ramales dispersos en regiones periféricas, retomaron la administración de líneas que habían sido arrendadas y adquirieron empresas ferroviarias fallidas, todo lo cual permitió la reconstrucción de una red ferroviaria oficial. En 1895 el Gobierno Nacional adquirió el Ferrocarril de San Cristóbal a Tucumán (trocha 1,000 m) que había sido construido en 1891 por la "Compañía Francesa de Ferrocarriles Argentinos" y que tiempo después pasaría a formar parte de la red del Ferrocarril Central Norte Argentino.
En 1897 la Dirección de Ferrocarriles Nacionales dispuso un reordenamiento de los ramales y las denominaciones quedando organizada la red estatal en torno a tres líneas principales: el Ferrocarril Andino, el Ferrocarril Central Norte y el Ferrocarril Argentino del Norte. Cada una de estas líneas contaba con su propia administración, dependiendo todas ellas del Ministerio del Interior y luego del Ministerio de Obras Públicas. Para el año 1900 los ferrocarriles estatales de fomento hacia las zonas más rezagadas alcanzaban nuevamente unos 2000 kilómetros.

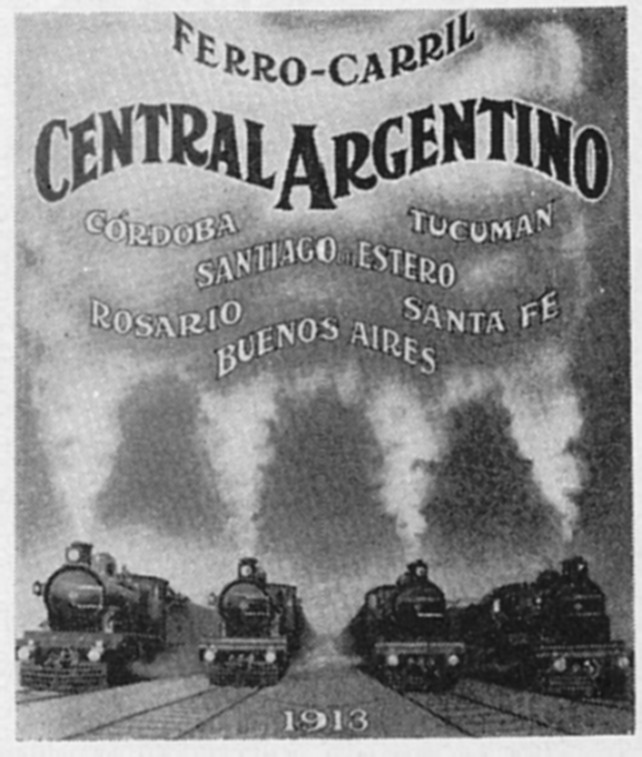
Afiche publicitario del Ferrocarril Central Argentino (1913).

Durante la segunda presidencia de Julio A. Roca (1898-1904), su ministro de Obras Públicas, Emilio Civit, delinió un programa de ampliaciones de la red estatal de ferrocarriles hacia las provincias de Cuyo, el Noroeste y el Litoral. El objetivo de este plan era el de unificar el sistema, conseguir una conexión ferroviaria con Bolivia y evitar la dependencia con respecto a las líneas privadas al contar con accesos propios hacia los puertos de Rosario, Santa Fe y Bahía Blanca.
La ley n.º 4872 de 17 de octubre de 1905 autorizó al Poder Ejecutivo Nacional la construcción de las líneas ferroviarias de Formosa a Embarcación y de Barranqueras a Metán, las cuales comenzaron a ser construidas en 1908 y sus primeros tramos se inauguraron en 1910.
Tras el fallecimiento del presidente Manuel Quintana en 1906 y la asunción de su vicepresidente, José Figueroa Alcorta (1906-1910), se produce una reorganización dentro del Ministerio de Obras Públicas, transformándose la Dirección General de Vías de Comunicaciones (DGVC) en la Dirección General de Ferrocarriles (DGF), que tomó a su cargo la explotación técnica y comercial de los ferrocarriles, sin menoscabar las atribuciones de las administraciones particulares de cada línea. El nuevo ministro de Obras Públicas de Figueroa Alcorta, Ezequiel Ramos Mexía, mantuvo la decisión de ampliar la red estatal pero con algunos cambios en los criterios y objetivos delineados durante la gestión de Emilio Civit. Se suprimió la idea de construir ramales hacia las ciudades de Rosario y Bahía Blanca, con el fin de no entorpecer la actividad de las empresas privadas, manteniéndose la ciudad de Santa Fe como cabecera general para las líneas ferroviarias oficiales. Paralelamente se puso mayor énfasis a la construcción de nuevos ramales dentro de la región mesopotámica y de los Territorios Nacionales, así como también se priorizaron las conexiones con los países vecinos (Bolivia, Paraguay y Chile) tanto por razones comerciales como geopolíticas.
En 1907 se elaboró un proyecto de ley proponiendo la creación de una oficina específica a cargo de los ferrocarriles públicos dentro del ámbito de la Dirección General de Ferrocarriles (DGF). Un año después se presentó un nuevo proyecto de ley que, manteniendo las funciones de control de la DGF, proponía la formación de un nuevo organismo encargado de la administración de las líneas estatales que sería bautizado con el nombre de Administración General de los Ferrocarriles del Estado (AGFE). Dicha ley fue aprobada por el Congreso en 1909 y la nueva organización comenzó a funcionar a mediados de 1910 siendo su primer administrador general el ingeniero Miguel Iturbe, quién fue nombrado en su cargo por el Poder Ejecutivo con acuerdo del Senado. Cabe destacar que en 1909 el Estado Nacional vendió el Ferrocarril Andino, con lo cual al momento de formar la AGFE solo estaban bajo su control los ferrocarriles Central Norte y el Argentino del Norte.

## Período 1909-1930

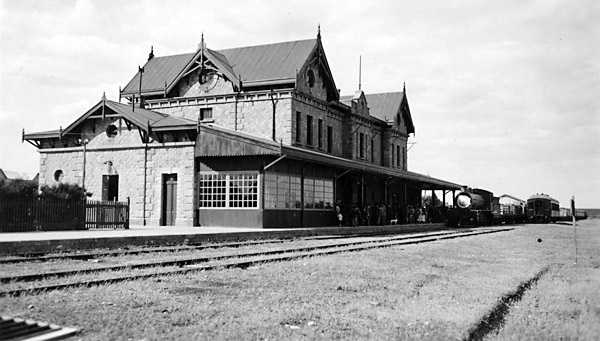
Estación Puerto Deseado en la Patagonia argentina.

En 1910 los ferrocarriles del Estado tenían 3490 km de longitud, siendo la más extensa la red del Ferrocarril Central Norte Argentino con 2135 km,  mientras que el Ferrocarril Argentino del Norte contaba con 1355 km. Dos años antes, en 1908, la ley n.º 5559 había autorizado al Poder Ejecutivo Nacional a estudiar, construir y explotar líneas ferroviarias de trocha ancha (1,676 m) en la Patagonia. Los tramos iniciales de la línea entre San Antonio Oeste y San Carlos de Bariloche se habilitaron en 1911, mientras que las otras dos líneas (Comodoro Rivadavia-Colonia Sarmiento y Puerto Deseado-Las Heras) comenzaron a funcionar parcialmente a partir de 1912. En 1922, el gobierno nacional arrienda el Ferrocarril Central del Chubut, una línea que había sido construida en 1888 por capitales privados, cuyos dueños decidieron acudir al Estado para mantener el servicio activo y evitar así mayores pérdidas económicas.  Mientras tanto, en la región mesopotámica, tras un fallido intento de concesión a una empresa privada en 1904, la Ley N.º 6341 de 1909 autorizó al Poder Ejecutivo a construir una línea de trocha estándar (1,435 m) desde la localidad de Diamante hasta la línea Monte Caseros-Posadas del Ferrocarril Nordeste Argentino, con una derivación hasta Paraná. El primer tramo de la esta línea fue habilitado en 1912.
La Administración General de los Ferrocarriles del Estado (AGFE) contaba con gran autonomía para el manejo de sus gastos corrientes, mientras que las obras nuevas eran construidas con fondos aportados por el Gobierno Nacional. Sin embargo, a partir de 1912 el déficit de explotación comenzó a crecer a tal punto que los aportes de la Tesorería también debían ser utilizados para cubrir los gastos de explotación. El manejo poco claro de sus fondos y la demanda de grandes sumas de dinero por parte del Estado provocaron críticas desde la oposicón y la prensa.
Gran parte del déficit de explotación se explicaba en la ampliación de líneas y nuevos ramales que venía emprendiendo el organismo, los cuales se destinaban principalmente hacia zonas de escasa productividad. Por lo tanto, a medida que continuaba su expansión, los Ferrocarriles del Estado iban sumando mayores gastos fijos de explotación contra ingresos que eran cada vez menores. En los años 20 la mayor parte de las inversiones se concentró en la continuación o conclusión de muchas obras suspendidas tras el estallido de la Primera Guerra Mundial (1914-1918), destacándose la construcción de nuevas conexiones con países limítrofes, y numerosas obras tanto en las provincias como en los territorios nacionales.

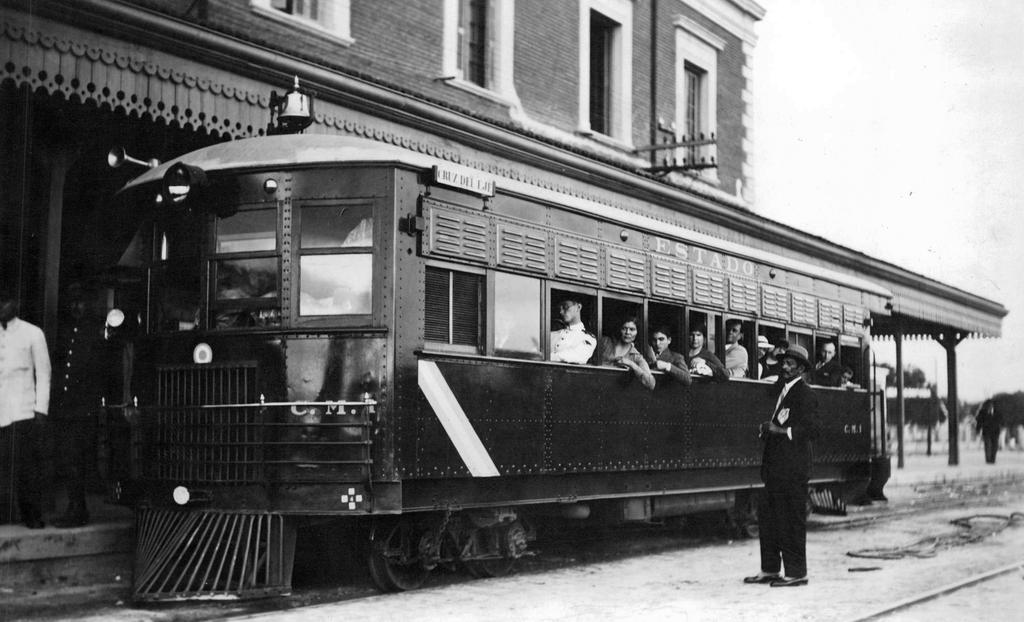
Coche motor en la línea Córdoba-Cruz del Eje.

El mayor déficit se registró entre los años 1920 y 1924, lográndose a partir de allí y hasta 1929, un descenso significativo de las pérdidas. La mejora en la productividad de las zonas ya servidas, la desaceleración de las nuevas obras y la aplicación de nuevas normas contables más trasparentes y estrictas ayudaron a consolidar la situación financiera del organismo.
Durante aquellos años existieron planes de compra o arriendo entre las líneas de los Ferrocarriles del Estado y el Ferrocarril Central Córdoba (FCCCba). La primera tentativa ocurrió entre los años 1912 y 1913 cuando el FCCCba intentó comprar las líneas de los Ferrocarriles del Estado a través del inversor canadiense Percival Farquhar, quien comandaba un consorcio de inversores europeos y norteamericanos bautizado "Compañía Ferroviaria Argentina" (Argentine Railway Company). Una vez finalizada la Primera Guerra Mundial la bancada conservadora del senado nacional impulsó la creación de una empresa mixta entre los Ferrocarriles del Estado y el FCCCba, sin embargo la ley fue vetada por el presidente Hipólito Yrigoyen en 1920. Cuatro años después, durante la presidencia de Marcelo T. de Alvear, el FCCCba cambió de estrategia y ofreció vender sus bienes al Estado, sin embargo el Poder Ejecutivo descartó la operación por el alto precio que solicitaba la compañía inglesa.
Para 1925 la AGFE ya era la segunda empresa del país, con una red de 6617 km de vías, distribuidas de la siguiente manera:
- Ferrocarril Central Norte Argentino, de trocha angosta: 5219 km.
- Ferrocarril San Antonio - Nahuel Huapi, de trocha ancha: 452 km.
- Ferrocarril Formosa - Embarcación, de trocha angosta: 298 km.
- Ferrocarril Puerto Deseado, de trocha ancha: 286 km.
- Ferrocarril Comodoro Rivadavia, de trocha ancha: 198 km.
- Ferrocarril del Este, de trocha media: 164 km.

Para 1930 la extensión de los ferrocarriles del Estado alcanzaba casi los 9.000 kilómetros y su participación en el total de la industria ferroviaria había aumentado desde el 12% (1910) hasta el 22,6% (1930).

## Período 1930-1948

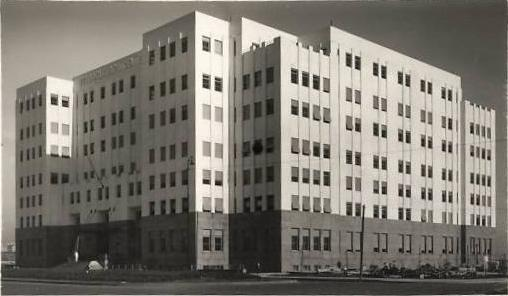
Edificio de los Ferrocarriles del Estado (Retiro-Capital Federal). Fue construido en los años 30.

La crisis de 1929 afectó duramente al sistema ferroviario argentino principalmente por dos razones, una de ellas se debió al cierre de los mercados de exportación y la otra causa estaba representada por la creciente competencia del transporte automotor. Este cambio en el clima de negocios llevó a una retracción de las inversiones por parte de las empresas ferroviarias privadas que comenzaron a experimentar severos problemas financieros. La década de 1930 también marcó una nueva etapa para los Ferrocarriles del Estado, que a partir de allí detuvieron su expansión y concentraron sus recursos principalmente en la adquisición de nuevo material rodante y en la finalización de obras planeadas o iniciadas durante el período anterior. La ampliación de la red ferroviaria estatal durante estos años estará marcada por la adquisición de líneas privadas quebradas o en una situación financiera delicada.
A partir de 1933, una vez superado lo peor de la crisis, los Ferrocarriles del Estado comenzaron a registrar una leve rentabilidad, lo cual resultaba destacable tras dos décadas de magros resultados y más aún en un contexto donde las empresas ferroviarias privadas no lograban recomponer sus ingresos. En este marco el Estado reactivó y finalizó obras tanto en el norte del país como en la Patagonia, además de encarar la construcción de pequeños ramales destinados a interconectar las líneas privadas de la Mesopotamia.
Desde 1932 la mitad de la inversión en los ferrocarriles estatales se concentró en la compra de material rodante, medida que resultaba imprescindible para mejorar la rentabilidad de la red por diversos factores, ya que por un lado, la adquisición de nuevos vagones permitía satisfacer la demanda del transporte de cargas, mientras que la incorporación de locomotoras diésel-eléctricas permitía una reconversión tecnológica orientada hacia el uso del petróleo de producción nacional, en reemplazo del carbón importado, el cual había escaseado durante la Primera Guerra Mundial y que se había vuelto muy costoso en la década del ´30 debido a la falta de divisas. Paralelamente se realizaron otras obras como la ampliación y reequipamiento de los talleres y la renovación de vías, lo cual permitía utilizar máquinas más pesadas y transportar mayor cantidad de carga.
En 1934 el gobierno nacional transfirió totalmente el Ferrocarril Central del Chubut (arrendado desde 1922) a los Ferrocarriles del Estado, mediante un pago en títulos por valor de 1 950 000 pesos oro. Ese mismo año el gobierno compró también el Ferrocarril Trasandino Argentino, cuya línea se encontraba inoperable tras un alud ocurrido en 1932.
En 1936 la AGFE administraba 9690 km de vías, divididas en las siguientes líneas:
- Ferrocarril del Este: ramal Diamante-Curuzú Cuatiá, con ramales laterales desde El Pingo a Paraná, Federal a Concordia, y San Jaime de la Frontera a San José de Feliciano (luego extendida a La Paz).
- Ferrocarriles Patagónicos, con 1630 km:
  - Ferrocarril Central del Chubut: ramales Puerto Madryn-Trelew, Gaiman-Dolavon (entre ambos 104,6 km), Trelew-Rawson (19 km), Dolavon-km 242 (143,5 km)
  - Ferrocarril Carmen de Patagones-San Antonio Oeste-Bariloche (838 km): con ramales laterales de Ingeniero Jacobacci a Esquel y de General Vintter a General Conesa.
  - Ferrocarril de Comodoro Rivadavia (208,2 km): de Comodoro Rivadavia a Colonia Sarmiento
  - Ferrocarril de Puerto Deseado (286,4 km): de Puerto Deseado a Colonia Las Heras
- Ferrocarril Central Norte Argentino (7500 km):
  - Ferrocarril Central Norte (4961 km): 
    - Sección Norte (2610km): de Tucumán a Salta y Jujuy con ramales de Embarcación a Formosa y de Metán a Presidente Roque Sáenz Peña y conexiones a Bolivia y Chile
    - Sección Sur (2350 km): de Tucumán a Santa Fe, con un ramal de Quimilí a Barranqueras. Fue organizada a partir de la compra del Ferrocarril San Cristóbal a Tucumán

  - Ferrocarril Argentino del Norte (2539 km):
    - Sección La Rioja (669,4 km): de Córdoba a La Rioja. Organizado por la fusión del Ferrocarril Deán Funes a Chilecito con el Ferrocarril Córdoba al Noroeste
    - Sección Catamarca (65,7 km): Ferrocarril de Chumbicha a Catamarca
    - Línea Laguna Paiva-Deán Funes (396,7 km)
    - Línea Córdoba-La Puerta (121,6 km)
    - Línea Serrezuela-San Juan (363,3 km)

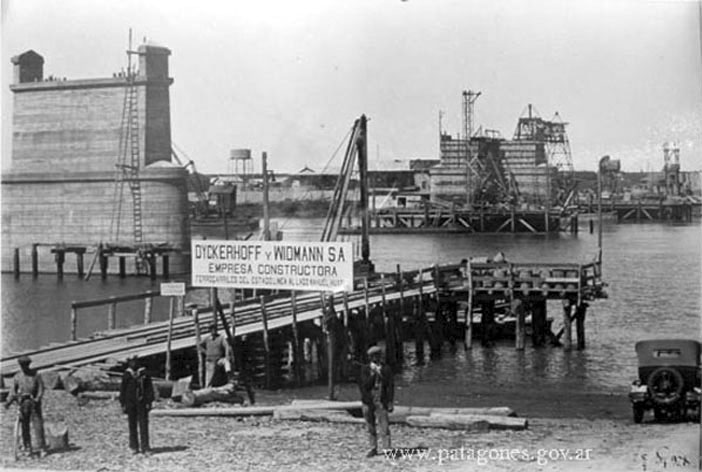
Construcción de las bases del puente ferroviario Carmen de Patagones-Viedma

A fines de 1936 el presidente Agustín P. Justo anunció un plan oficial para la compra de los ferrocarriles particulares comenzando por el Ferrocarril Central Córdoba. Dicha empresa siempre había competido con los Ferrocarriles del Estado en el transporte de cargas hacia y desde Tucumán, aprovechando además la ventaja de tener un acceso propio a Buenos Aires, sin embargo, desde la crisis de 1929 la compañía venía sufriendo serios problemas de rentabilidad que la llevaron a solicitar la ayuda estatal para mantenerse en funcionamiento. La continuidad de las dificultades financieras desembocó en el inicio de conversaciones para su venta al Estado Nacional. El primer contrato de compra-venta se firmó en diciembre de 1936 entre los ministros de Hacienda y Obras Públicas y el representante del FCCCba. En 1937, el poder Ejecutivo nacional autorizó mediante un decreto la firma de un nuevo Convenio de Explotación y Contrato de Compra-Venta entre Pablo Nogués, administrador general de los Ferrocarriles del Estado y Harry H. Thornton, administrador general del FCCCba, el cual se llevó a cabo en Buenos Aires el 28 de enero de 1938 y que fue ratificado a fines de ese mismo año. Dicho contrato establecía la transferencia inmediata del FCCCba a los Ferrocarriles del Estado a partir del 31 de enero de 1938, mientras se seguían las negociaciones legales y legislativas para su definitiva transferencia. El precio de compra se estableció en un total de £ 9 500 000. Una parte, £ 700 000 (setecientas mil Libras Esterlinas) se pagarían en efectivo en Londres y £ 8 800 000 (ocho millones ochocientas mil Libras Esterlinas) nominales en bonos. El gobierno argentino se comprometía a la emisión de bonos con un interés del 4 % anual a nombre de los Ferrocarriles del Estado y con la garantía de la Nación Argentina a favor de la Compañía o de las personas físicas que ésta estableciera. Esta suma cubriría el pago por los activos físicos pero no sobre los materiales acumulados en los depósitos que se negociarían por separado.
A fines de diciembre de 1938 el Congreso Nacional aprobó la ley n.º 12572 que autorizó al Poder Ejecutivo la compra del Ferrocarril Central Córdoba y del Tranvía a Vapor de Rafaela, empresa subsidiaria del FCCCba. Recién a partir de esta adquisición los Ferrocarriles del Estado pudieron contar con un acceso propio a la ciudad de Buenos Aires y a su puerto.
Entre las obras ferroviarias más importantes realizadas durante este período se destacan el replanteo de la línea Jujuy-La Quiaca, con la construcción de una nueva ruta conocida como variante El Volcán que permitía la eliminación de la cremallera mejorando la conexión con Bolivia; el avance en las obras de la línea de Huaytiquinala (actual tren de las nubes); la reconstrucción del Ferrocarril Trasandino Argentino; el ferrocarril de Pie de Palo a Mendoza, que permitía comunicar las provincias de Mendoza y San Juan con la red de trocha angosta del Ferrocarril Central Norte Argentino; la finalización del Ferrocarril de San Antonio al Nahuel Huapi y la construcción del puente sobre el río Negro entre Viedma y Carmen de Patagones que permitía a los pasajeros realizar por tren el viaje entre Buenos Aires y Bariloche gracias a un convenio firmado entre el Ferrocarril del Sud y los Ferrocarriles del Estado.
En 1945, tras el fin de la Segunda Guerra Mundial, los ingleses y franceses iniciaron conversaciones con el gobierno argentino para vender sus ferrocarriles al Estado. Así fue que el 17 de diciembre de 1946 se firmó un contrato de compra-venta entre Miguel Miranda, presidente del I.A.P.I (Instituto Argentino de Promoción del Intercambio) y el embajador extraordinario y plenipotenciario de Francia Conde Wladimir D´ormesson, "ad referéndum" de los directorios del IAPI y de las empresas ferroviarias francesas, determinándose un precio global de $ m/n 182 796 173 (unos u$s 45 millones). El 1º de noviembre de 1947 se hizo efectiva la incorporación de esas empresas a los Ferrocarriles del Estado, siendo el acto presidido por el entonces administrador general de los Ferrocarriles del Estado, capitán de navío Alfredo J. Job, en las oficinas del ex Compañía General de Ferrocarriles en la Provincia de Buenos Aires (CGBA o Compañía General de Buenos Aires).
En 1948, tras la nacionalización de Perón, el decreto N° 32.574 re organizó las líneas ferroviarias admisntradas por Ferrocarriles del Estado. Producto de este ajuste se crearon 8 ferrocarriles General Bartolomé Mitre, General Belgrano, Domingo F. Sarmiento, General Roca, General San Martín, General Urquiza y Patagónico. Con la nueva administración la empresa estatal llega a su fin.